# Khalid Skah
Khalid Skah (født 29. januar 1967 i Midelt, Marokko) er en marokkansk atletikudøver (langdistanceløber), der vandt guld i 10.000 meter løbet ved OL i Barcelona 1992 og sølv på samme distance ved VM i Göteborg i 1995. 
Hans OL-sejr i 1992 kom efter et højst kontroversielt løb, hvor Skah først blev diskvalificeret, da dommere mente han havde fået assistance fra en landsmand, der havde generet konkurrenten, kenyanske Richard Chelimo. Efter en appel blev diskvalifikationen dog omstødt og Skah fik sin guldmedalje tilbage.